# Camanchaca

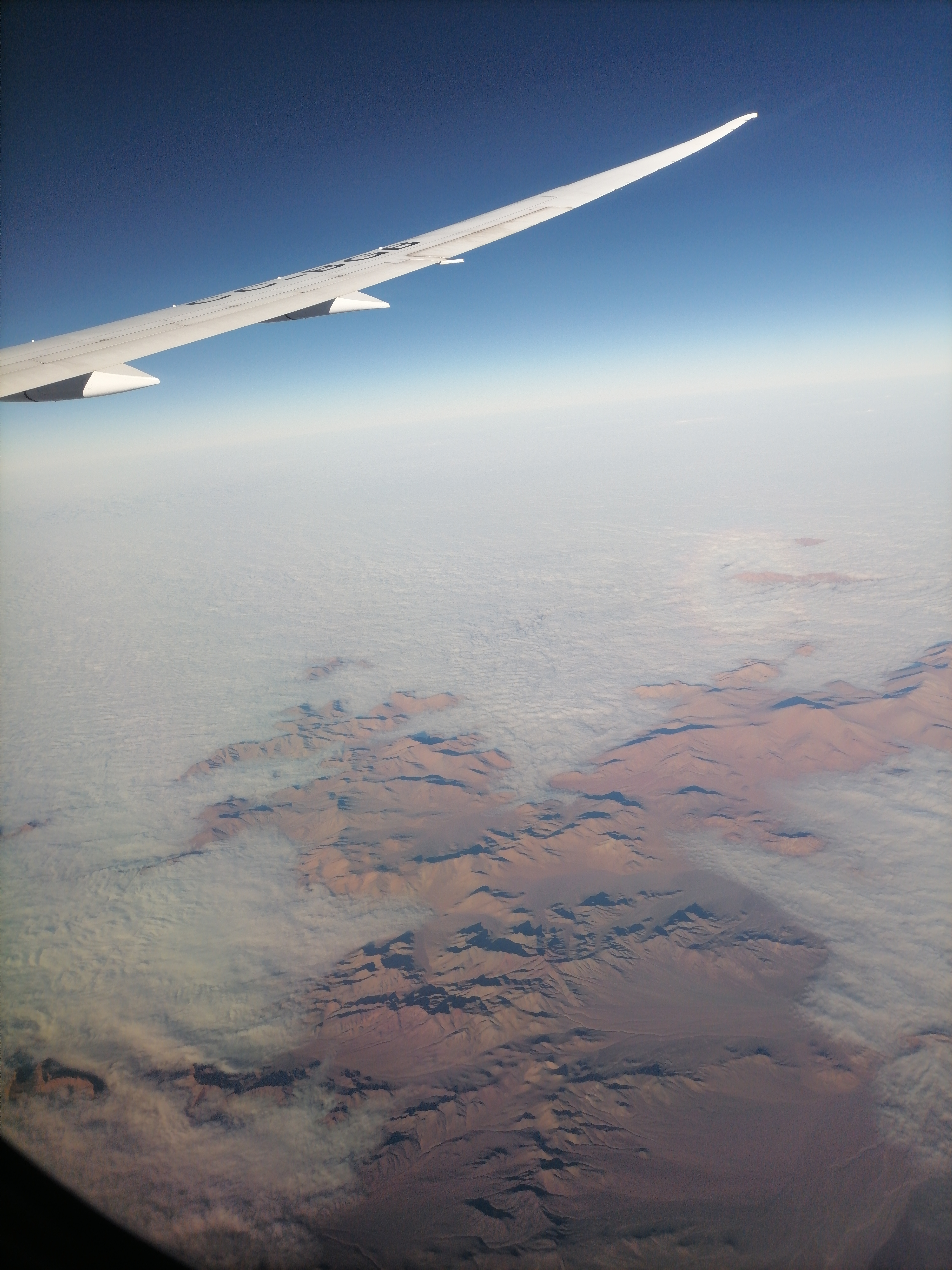
Foto tirade de um avião, retratando uma neblina camanchaca no deserto de Atacama

A camanchaca é um tipo de neblina costeira, dinâmica e espessa, que ocorre no litoral do Oceano Pacífico da região tropical árida da América do Sul. Decorre da interação entre o anticiclone do Pacífico e as águas frias da corrente de Humboldt. Em algumas localidades do deserto de Atacama, tanto no Chile como no Peru há projetos promissores de aproveitamento desta neblina para obtenção de água. Também no litoral africano, nas mesmas latitudes, igualmente banhadas por uma corrente fria, a corrente de Benguela, observa-se fenômeno semelhante, que é igualmente alvo de estudos de viabilidade na Angola e Namíbia.
Estas condições permitem em alguns locais o desenvolvimento de uma variada flora higrófila.